# Dusona ceylonica
Dusona ceylonica är en stekelart som först beskrevs av Cameron 1897.  Dusona ceylonica ingår i släktet Dusona och familjen brokparasitsteklar.

## Underarter
Arten delas in i följande underarter:
- D. c. meridionalis
- D. c. borealis